# Гурасада
Гурасада (рум. Gurasada) — село у повіті Хунедоара в Румунії. Адміністративний центр комуни Гурасада.
Село розташоване на відстані 322 км на північний захід від Бухареста, 26 км на захід від Деви, 120 км на південний захід від Клуж-Напоки, 107 км на схід від Тімішоари.

## Населення
За даними перепису населення 2002 року у селі проживали 397 осіб, з них 392 особи (98,7%) румунів. Рідною мовою 393 особи (99,0%) назвали румунську.